# Épendes (Fribourg)
Pour les articles homonymes, voir Épendes.
Épendes (Èpindè  en patois fribourgeois) est une localité et une ancienne commune suisse du canton de Fribourg, située dans le district de la Sarine. Le 9 février 2020, elle a accepté de fusionner avec les anciennes communes voisines d'Arconciel et Senèdes pour former au 1er janvier 2021 la commune de Bois-d'Amont.

## Géographie
Selon l'Office fédéral de la statistique, Épendes mesure 561 ha. 10,3 % de cette superficie correspond à des surfaces d'habitat ou d'infrastructure, 66,1 % à des surfaces agricoles et 23,6 % à des surfaces boisées.

## Démographie
Selon l'Office fédéral de la statistique, Épendes compte 1 085 habitants en 2022. Sa densité de population atteint 193 hab./km2.
Le graphique suivant résume l'évolution de la population d'Épendes entre 1850 et 2008 :

## Histoire
La première mention de ce village remonte à 1142 sous le nom de Spindis. Plus tard il a changé entre Espindes (1163), Ispindes, Espinnes (1174), Espindis (1180), Pindes (1198), Spindes (1251), Espines, Espignes (1354) et Spins (1356). Ce nom vient du latin spinas (épines, chardon). 
En allemand Ependes se nommait Spinz.
Ependes comprend le hameau du Petit-Ependes ainsi que la localité de Sales, avec qui elle a fusionné en 1977.
Les citoyens d'Arconciel, Ependes et Senèdes ont accepté la fusion de leurs communes. La nouvelle entité de 2 400 habitants prendra le nom de Bois-d'Amont. Les communes ont avalisé la fusion avec un taux de oui de 85,9 % pour Arconciel, de 76,3 % pour Ependes et de 90 % pour Senèdes. L'opération devrait être effective le 1er janvier 2021. La nouvelle commune affichera une superficie de 12,3 kilomètres carrés .

## Divers
- Un astéroïde, découvert par Peter Kocher en 2005 à l'Observatoire d'Épendes[6], porte le nom : (129342) Ependes[7] ;
- L'organisation SOS Futures Mamans a été fondée à Épendes.